# Romano Floriani Mussolini
Romano Benito Floriani Mussolini (* 27. Januar 2003 in Rom) ist ein italienischer Fußballspieler, der als rechter Außenverteidiger und Mittelfeldspieler für den Serie-A-Klub US Cremonese spielt und bei Lazio Rom unter Vertrag steht.

## Familie
Floriani Mussolini wurde 2003 als drittes Kind von Mauro Floriani und der Politikerin Alessandra Mussolini geboren. Er hat einen im Italienischen seltenen Doppelnamen. Sein Großvater, Romano Mussolini, war Pianist, und sein Urgroßvater war der italienische faschistische Diktator Benito Mussolini. Seine Großtante ist die Schauspielerin Sophia Loren.

## Karriere
Floriani Mussolini begann seine Fußballkarriere in den Jugendmannschaften von AS Rom, bevor er im Alter von 13 Jahren zum Stadtrivalen Lazio wechselte. Während seiner Zeit bei Lazio wurde er 2018 an den Amateurverein Vigor Perconti ausgeliehen, nachdem er bei Lazio zwei Jahre lang keine Spielzeit erhalten hatte, bevor er schließlich sein Debüt in der U17-Mannschaft gab. Am 24. Oktober 2021 wurde er in einem Serie-A-Spiel gegen Hellas Verona erstmals in den Kader der ersten Mannschaft von Lazio einberufen, jedoch nicht eingesetzt.
Am 3. August 2023 gab Lazio bekannt, dass er an den Verein Pescara Calcio in die drittklassige Serie C ausgeliehen wird, der vom ehemaligen Biancazzurri-Trainer Zdeněk Zeman trainiert wurde. Hier gab er sein Debüt am 19. September 2023 bei einem 2:1-Auswärtssieg gegen USD Sestri Levante. Für Pescara kam er zu regelmäßigen Einsätzen und in insgesamt 26 Ligaspielen zum Einsatz (sowie zwei Playoffspielen), bevor er nach Ablauf der Saison 2023/24 nach Rom zurückkehrte.
Zu Beginn der Saison 2024/25 wurde er erneut verliehen, dieses Mal an SS Juve Stabia in die zweitklassige Serie B. Er gab sein Debüt für Juve Stabia am 17. August 2024 bei einem 3:1-Auswärtssieg in Bari. Sein erstes Tor im Profifußball erzielte Mussolini am 22. Dezember 2024, als er das entscheidende 1:0 für Stabia im Heimspiel gegen Cesena Calcio erzielte. Nach dem Tor kam es zu einem Eklat als Fans von Stabia den römischen Gruß zeigten.
Am 14. Juli 2025 wechselte er auf Leihbasis mit Kaufoption zum Serie A-Klub US Cremonese.

## Persönliches
Floriani Mussolini wurde bekannt, nachdem er mit seiner Mutter in der Fernsehsendung Ballando con le Stelle (in Deutschland als Let’s Dance bekannt) aufgetreten war. Trotz seines Nachnamens und seiner Abstammung erklärte Floriani Mussolini, er habe kein Interesse an Politik. Er äußerte sich in einem Interview mit der Gazzetta dello Sport wie folgt: "Mein Urgroßvater Benito war eine sehr wichtige Figur für Italien, aber wir sind im Jahr 2024, und die Welt hat sich verändert".